# Runenstein von Borup

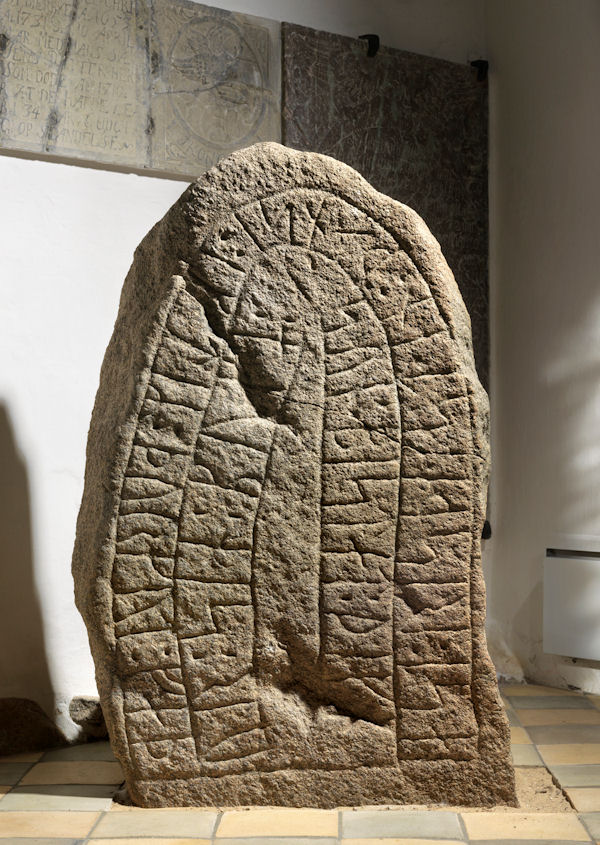
Runenstein von Borup

Der 1995 gefundene Runenstein von Borup (Nr. DR AUD 1995;279) wurde bei der Aufhebung des Steinpflasters an der Nordseite der Kirche von Borup, nördlich von Randers in Jütland in Dänemark entdeckt. Der Runenstein ragte unter der Schwelle des zugemauerten Nordportals hervor und wurde ins Kulturhistorische Museum von Randers verbracht. Heute steht er im Waffenhaus der Kirche von Borup.
Der Stein war beim Bau der romanischen Kirche als Türschwelle benutzt worden und brach aufgrund des Druckes des Türportals, das an beiden Enden auflag, entzwei. Aufgrund der Absenkung des Terrains ist, anscheinend gleichzeitig mit dem Zumauern der Tür, ein etwa 30 cm hoher Stein als Türschwelle darauf gelegt worden.
Der etwa 1,7 m hohe, maximal 0,8 m breite und 0,3 m dicke Stein hat eine Runenhöhe von 11–16 cm und weist über dem Boden eine Höhe von 140 cm auf, die gut erhaltene Inschrift ist 1,3 m hoch und etwa 0,73 m breit. Die Runen stehen in zwei parallelen gerahmten Bändern, die der bogenförmigen Steinkontur folgen. Als Trennzeichen wurden zwei runde oder längliche Eintiefungen verwendet. Die Inschrift beginnt (gegenläufig) rechts unten und endet links unten im äußeren Band, mitten im Wort (Vater). Sie wird im inneren Band von links nach rechts fortgesetzt.
Der Text lautet: „Asi errichtete diesen Stein nach Thorgot, seinem Vater, Boves Sohn, dem besten Thegn“ (Gefolgsmann).
Die Inschriftanordnung bei Runenbändern mit Basislinie kennt man in diesem Gebiet auch von den Runensteinen (z. B. von Grensten, Langå 3, Øster Bjerregrav 2 und Vester Tørslev).
Aufgrund des Inschriftenaufbaus und der verwendeten Runen wurde die Inschrift auf Ende des 9. oder Anfang des 10. Jahrhunderts datiert. Aus dieser Periode stammen die meisten Steine der Umgebung. Der Borup-Stein fügt sich in dieses Muster ein, weil er für einen „Thegn“ errichtet wurde. Steine mit dieser Bezeichnung finden sich massiert um Randers und im westlichen Mittelschweden, einzeln auch auf Bornholm, Fünen und Lolland, im Himmerland und in kleineren Gruppen in Schonen und Uppland in Schweden.
Es ist relativ selten, dass auf dänischen Runensteinen drei Generationen genannt werden; kommt aber auch auf den Steinen von Grensten und Asmild vor. Alle erwähnten Namen sind auch von anderen Runensteinen her bekannt. Die Sequenz „bistat“ ist vermutlich ein Schreibfehler für „bistan“.